# Jardim Afonso de Albuquerque
O Jardim Afonso de Albuquerque é um jardim situado na Praça Afonso de Albuquerque, na freguesia de Belém, em Lisboa.
Está inserido numa zona especialmente marcada pelos Descobrimentos portugueses. O nome do jardim é o de Afonso de Albuquerque, governador da Índia entre 1509 e 1515.
O jardim tem uma área de cerca de 1,6 ha de planta quadrangular e simétrica, prolonga-se desde o Palácio Nacional de Belém até à Avenida da Índia. Numa plataforma central circular ergue-se uma estátua de Afonso de Albuquerque. O jardim desenvolve-se em volta, com vários tabuleiros de relva, bancos de pedra e quatro lagos artificiais situados nos quatro cantos do jardim e respeitando a simetria do mesmo.  
O presente traçado data da época da Exposição do Mundo Português, em 1940, quando foram feitas obras na praça ficando com a presente configuração e enquadrando as quatro fontes atribuídas ao escultor Barata Feyo.